# Sabırtaşı, Kiğı
Sabırtaşı là một xã thuộc huyện Kiğı, tỉnh Bingöl, Thổ Nhĩ Kỳ. Dân số thời điểm năm 2010 là 47 người.